# 김용규 (1955년)
김용규(1955년 12월 31일 ~ )는 대한민국의 정치인이다. 제3대 광주시장을 역임했다.

## 역대 선거 결과
|  | 0% |

|  | 38.11% |